# Mabel Normand
Mabel Ethelreid Normand (New Brighton, Nova York, 10 de novembre de 1895 – Monrovia, Califòrnia, 23 de febrer de 1930) va ser una popular actriu estatunidenca de cinema mut, a més de guionista, directora i productora de diverses pel·lícules. Va ser una de les estrelles més populars dels Keystone Studios i en el moment àlgid de la seva carrera, entre el final de la dècada de 1910 i principis de 1920, va tenir el seu propi estudi de cinema i la seva pròpia companyia de producció. Va coprotagonitzar una dotzena de pel·lícules amb Charles Chaplin i unes 17 amb Roscoe “Fatty” Arbuckle. Durant els anys 20 el seu nom es va veure barrejat en una sèrie d'escàndols públics com la mort del director William Desmond Taylor el 1922. Va morir de tuberculosi als 34 anys quan la seva popularitat ja havia decaigut molt.

## Primers anys

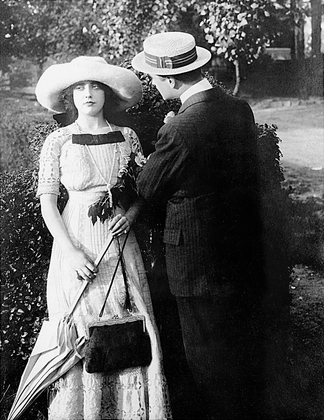
Mabel Normand a la pel·lícula "Her Awakening" (MOMA collection)

Mabel Ethelreid Normand va néixer a New Brighton, Staten Island, New York, en el si d'una família treballadora de classe humil. L'any de naixement de l'actriu és dubtós: L'acta de defunció i la seva làpida certifiquen que va néixer el 1895, però alguns autors diuen que va ser l'any 1892. La seva mare, Mary Draig, era d'origen irlandès mentre que el seu pare, Claude Norman, era d'origen quebequès i treballava de fuster. Ja de petita era molt bonica i per ajudar econòmicament la seva família va treballar com a model per a diferents artistes i fotògrafs, com per exemple Charles Dana Gibson. Després de treballar com a extra a la Kalem Company i a la Biograph, els seus inicis com a actriu van ser el 1909 als estudis Vitagraph, essent el seu primer film Indiscretions of Betty. Poc temps després, a finals del 1910, es va passar a l'estudi Biograph de Nova York.

## Anys de plenitud
Ben aviat va esdevenir una actriu important de la Biograph, interpretant pel·lícules de D.W. Griffith com Her awakening (1911) o The Squaw’s Love (1911) que van cridar l'atenció del director Mack Sennett amb qui interpretà moltes pel·lícules i amb qui va mantenir una llarga i tempestuosa relació. Quan el 1912 Sennet va fundar els estudis Keystone Studios a Califòrnia es va endur Normand juntament amb Ford Sterling i Fred Mace. Inicialment va actuar com a noia en banyador, però ben aviat va demostrar la seva vàlua com a actriu còmica esdevenint la principal estrella de les pel·lícules de Sennet. Mabel Normand va actuar en un gran nombre de curts amb Charles Chaplin, Roscoe Arbuckle, Oliver Hardy, Stan Laurel, Boris Karloff, aquests tres darrers abans que fossin coneguts. El 1913 protagonitza A Noise from the Deep, on Normand llença el primer pastís de la història del cinema. Normand no era solament una cara bonica i l'actriu més destacada i durant anys més ben pagada de la Keystone, sinó també una de les forces bàsiques de l'estudi, en el qual solament el mateix Sennet i el director Henry Lehrman tenien més poder creatiu que ella. Madcap Mabel, com se la coneixia, era petita i bella; va lluitar contra el vilà i va rescatar els homes que la rescataven; va fer les seves pròpies acrobàcies desafiant la mort i va interpretar treballadores normals. La seva persona era ideal per a un estudi el públic principal del qual era la classe obrera: els homes que treballaven durant tot el dia en una fàbrica pensaven que era una bellesa assolible, i les dones que, com havia fet Mabel en les seves pel·lícules, treballaven tot el dia com a modistes la reverenciaven. El 1914 els lectors de Photoplay la van votar com la seva actriu cinematogràfica preferida.

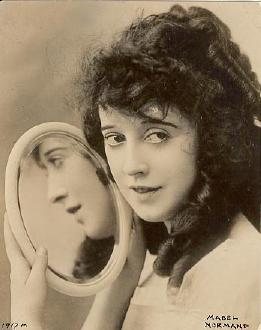
Mabel Normand (1917)

Va tenir un rol important en el llançament de la carrera de Chaplin, actuant com la seva mentora en molts films diferents el 1914, en alguns casos co-escrivint o co-dirigint les pel·lícules amb ell. L'any 1914 va co-protagonitzar amb Chaplin i Marie Dressler Tillie's Punctured Romance, el primer llargmetratge còmic de la història del cinema. Aquest va ser el darrer film de Chaplin a la Keystone. El 1915, Mabel va trobar en Roscoe "Fatty" Arbuckle, el nou partenaire amb qui protagonitzar les pel·lícules. Aquell mateix any Normand i Sennet van anunciar el seu matrimoni, que finalment no tingué lloc perquè l'actriu sorprengué el director al llit amb Mae Busch, actriu que havia estat apadrinada per la mateixa Mabel. Mae, en veure Mabel li llençà un gerro al cap que li provocà una greu ferida i que va suposar que l'actriu entrés en coma un cop a l'hospital i no es va recuperar fins després de tres mesos. El 1918, després d'haver rodat un dels seus films més importants, Mickey, i coincidint amb la fi de la seva relació amb Sennett, Normand va signar un contracte de 3.500 dòlars setmanals amb Samuel Goldwyn i va obrir un estudi cinematogràfic a Culver City (el Mabel Normand Studio).

## Declivi
La carrera de Mabel Normand va començar a declinar a partir de 1920 i va retornar a la Keystone per treballar una altra vegada amb Sennett. La primera pel·lícula que va protagonitzar va ser Molly O' (1921) l'estrena de la qual es va haver d'endarrerir, ja que un dels actors de repartiment, Lowell Sherman, va ser involucrada en el judici per violació de Virginia Rappe per part de Roscoe Arbuckle. Bona part de la resta de la seva carrera va veure’s afectada per diferents escàndols, combinats amb històries persistents de drogoaddicció i alcoholisme. El primer gran escàndol va ser l'assassinat no resolt del director de cinema William Desmond Taylor el 1922. Taylor era un gran amic de Normand i ella va ser la darrera persona en veure’l viu. Tot i que va ser formalment investigada per la policia mai va ser la principal sospitosa.

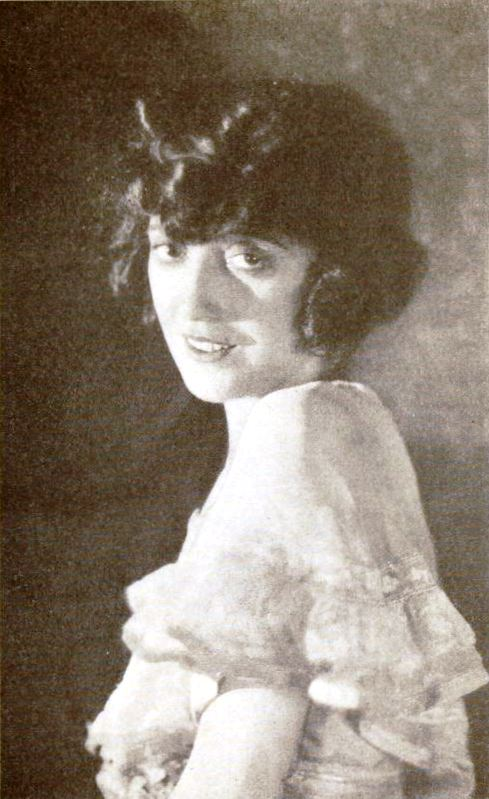
Mabel Normand (1921)

El segon escàndol va sobrevenir dos anys després quan el seu xofer, Joe Kelly, va disparar i ferir Courtland S. Dines amb la pistola de Normand. Dines era un magnat del petroli i golfista amateur que estava lligat sentimentalment a Edna Purviance, amiga de Mabel Normand. Arran de diferents enfrontaments amb el seu director i productor F. Richard Jones, que ja l'havia dirigit a la Keystone, Mabel va signar un contracte amb la l'estudi Hal Roach Studios el 1926. A Hal Roach va intervenir en les pel·lícules Raggedy Rose, The Nickel-Hopper i One Hour Married (el seu darrer film), totes elles co-escrites amb Stan Laurel. També va intervenir en Should Men Walk Home? dirigida per Leo McCarey. Aquestes pel·lícules es van estrenar amb molt de suport per part de la comunitat de Hollywood, incloent la seva amiga Mary Pickford. El 17 de setembre de 1926 es va casar amb l'actor Lew Cody, que havia actuat com a dolent al film Mickey del 1918, tot i que van viure en cases separades a Beverly Hills. De mica en mica, la salut de Normand va començar a declinar degut a la tuberculosi i va ingressar al sanatori per a tuberculosos Pottenger de Monrovia, a Califòrnia. Va morir de tuberculosi en aquest sanatori el 23 de febrer de 1930 i va ser enterrada al Calvary Cemetery de Los Angeles. El seu fèretre el portaven, entre d'altres, Charles Chaplin, D. W. Griffith, Louis B Mayer, Samuel Goldwyn i Douglas Fairbanks.

## Filmografia parcial
Mabel Normand va fer gran quantitat de pel·lícules, la majoria curts, de les quals n'hi ha censades 197, al voltant d'un 51% de les quals es consideren perdudes.
| Any                                | Títol                                                     | Notes                                                                                             |
| VITAGRAPH                          | VITAGRAPH                                                 | VITAGRAPH                                                                                         |
| ---------------------------------- | --------------------------------------------------------- | ------------------------------------------------------------------------------------------------- |
| 1910                               | Indiscretions of Betty                                    | Primer paper com a actriu                                                                         |
| 1910                               | Wilful Peggy                                              | Amb Mary Pickford                                                                                 |
| 1911                               | Troublesome Secretaries                                   | Amb John Bunny i Alec B. Francis                                                                  |
| 1911                               | A Tale of Two Cities                                      | Amb Maurice Costello i Florence Turner                                                            |
| 1911                               | When a Man's Married His Trouble Begins                   | Amb James Morrison                                                                                |
| BIOGRAPH                           |                                                           |                                                                                                   |
| 1911                               | Diving girl                                               | Amb Fred Mace i William J. Butler                                                                 |
| 1911                               | The Squaw's Love                                          |                                                                                                   |
| 1911                               | Her Awakening                                             | Amb Harry Hide i Kate Bruce                                                                       |
| 1911                               | Why He Gave Up                                            | Amb Fred Mace                                                                                     |
| 1911                               | Saved From Himself                                        | Amb Joseph Graybill i William J. Butler                                                           |
| 1912                               | Tomboy Bessie                                             | Amb Mack Sennett                                                                                  |
| 1912                               | Helen's marriage                                          | Amb Edward Dillon i Mack Sennett                                                                  |
| KEYSTONE                           |                                                           |                                                                                                   |
| 1912                               | The Water Nymph                                           | Títol alternatiu: The Beach Flirt Amb Mack Sennett i Ford Sterling Primera comèdia de la Keystone |
| 1912                               | The Flirting Husband                                      | Amb Ford Sterling                                                                                 |
| 1912                               | Mabel's Lovers                                            | Amb Fred Mace i Ford Sterling                                                                     |
| 1912                               | At Coney Island                                           | Títol alternatiu: Cohen at Coney Island Amb Mack Sennet, Ford Sterling i Fred Mace                |
| 1912                               | At It Again                                               | Amb Mack Sennett, Fred Mace i Ford Sterling                                                       |
| 1912                               | Mabel's Adventures                                        | Amb Fred Mace i Ford Sterling                                                                     |
| 1912                               | The Rivals                                                | Amb Mack Sennett, Fred Mace, i Ford Sterling                                                      |
| 1913                               | The Bangville Police                                      | Amb Fred Mace i els Keystone Cops                                                                 |
| 1913                               | A Noise from the Deep                                     | Amb Roscoe Arbuckle i els Keystone Cops                                                           |
| 1913                               | A Little Hero                                             |                                                                                                   |
| 1913                               | Mabel's Awful Mistakes                                    | Títol alternatiu: Her Deceitful Lover Amb Mack Sennett, Ford Sterling i Edgar Kennedy             |
| 1913                               | Barney Oldfield's Race for a Life                         | Amb Mack Sennett i Ford Sterling                                                                  |
| 1913                               | The Speed Queen                                           | Amb Ford Sterling                                                                                 |
| 1913                               | For the Love of Mabel                                     | Amb Roscoe Arbuckle i Ford Sterling                                                               |
| 1913                               | Mabel's Dramatic Career                                   | Títol alternatiu: Her Dramatic Debut Amb Mack Sennett i Ford Sterling                             |
| 1913                               | The Gypsy Queen                                           | Amb Roscoe Arbuckle                                                                               |
| 1913                               | Cohen Saves the Flag                                      | Amb Ford Sterling                                                                                 |
| 1913                               | Fatty's Flirtation                                        | Amb Roscoe Arbuckle, Ford Sterling i Minta Durfee                                                 |
| 1913                               | Mabel's New Hero                                          | Amb Roscoe Arbuckle                                                                               |
| 1914                               | Mabel's Stormy Love Affair                                | Primera pel·lícula dirigida completament per Mabel                                                |
| 1914                               | Won in a Closet                                           | Títol alternatiu: Won in a Cupboard                                                               |
| 1914                               | In the Clutches of the Gang                               | Amb Roscoe Arbuckle i els Keystone Cops                                                           |
| 1914                               | Mack at It Again                                          | Amb Mack Sennett                                                                                  |
| 1914                               | Mabel's Strange Predicament                               | Títol alternatiu: Hotel Mixup Amb Charles Chaplin                                                 |
| 1914                               | Mabel's Blunder                                           | Amb Charley Chase i Al St. John                                                                   |
| 1914                               | A Film Johnnie                                            | Amb Charles Chaplin i Roscoe Arbuckle                                                             |
| 1914                               | Mabel at the Wheel                                        | Amb Charles Chaplin                                                                               |
| 1914                               | Caught in a Cabaret                                       | Amb Charles Chaplin                                                                               |
| 1914                               | Mabel's Nerve                                             | Amb Mack Swain                                                                                    |
| 1914                               | The Alarm                                                 | Títol alternatiu: Fireman's Picnic Amb Roscoe Arbuckle i Minta Durfee                             |
| 1914                               | Her Friend the Bandit                                     | Amb Charles Chaplin                                                                               |
| 1914                               | The Fatal Mallet                                          | Amb Charles Chaplin i Mack Sennett                                                                |
| 1914                               | Mabel's Busy Day                                          | Amb Charles Chaplin i Chester Conklin                                                             |
| 1914                               | Mabel's Married Life                                      | Amb Charles Chaplin                                                                               |
| 1914                               | Mabel's New Job                                           | Amb Chester Conklin, Charley Chase i Al St. John                                                  |
| 1914                               | Tillie's Punctured Romance                                | Amb Marie Dressler i Charles Chaplin Primer llargmetratge còmic de la història                    |
| 1914                               | The Sky Pirate                                            | Amb Roscoe Arbuckle, Minta Durfee i Al St. John                                                   |
| 1914                               | The Masquerader                                           | Amb Charles Chaplin i Roscoe Arbuckle                                                             |
| 1914                               | Mabel's Latest Prank                                      | Amb Mack Sennett i Hank Mann                                                                      |
| 1914                               | Hello, Mabel                                              | Títol alternatiu: On a Busy Wire Amb Charley Chase, Minta Durfee, Chester Conklin i Al St. John   |
| 1914                               | Gentlemen of Nerve                                        | Títols alternatius: Charlie at the Races. Amb Charles Chaplin i Chester Conklin                   |
| 1914                               | His Trysting Place                                        | Amb Charles Chaplin                                                                               |
| 1914                               | The Sea Nymphs                                            | Amb Roscoe Arbuckle, Minta Durfee i Mack Swain                                                    |
| 1914                               | Shotguns That Kick                                        | Amb Roscoe Arbuckle i Al St. John                                                                 |
| 1914                               | Getting Acquainted                                        | Amb Charles Chaplin i Phyllis Allen                                                               |
| 1915                               | Mabel, Fatty and the Law                                  | Amb Roscoe Arbuckle i Minta Durfee                                                                |
| 1915                               | Mabel and Fatty's Wash Day                                | Amb Roscoe Arbuckle                                                                               |
| 1915                               | Mabel and Fatty's Simple Life                             | Amb Roscoe Arbuckle                                                                               |
| 1915                               | Mabel and Fatty Viewing the World's Fair at San Francisco | Amb Roscoe Arbuckle                                                                               |
| 1915                               | Mabel and Fatty's Married Life                            | Amb Roscoe Arbuckle                                                                               |
| 1915                               | That Little Band of Gold                                  | Títol alternatiu: For Better or Worse Amb Roscoe Arbuckle i Ford Sterling                         |
| 1915                               | Wished on Mabel                                           | Amb Roscoe Arbuckle                                                                               |
| 1915                               | Mabel's Wilful Way                                        | Amb Roscoe Arbuckle, Al St. John i Edgar Kennedy                                                  |
| 1915                               | Mabel Lost and Won                                        | Amb Owen Moore i Mack Swain                                                                       |
| 1915                               | The Little Teacher                                        | Títol alternatiu: A Small Town Bully Amb Roscoe Arbuckle, Mack Sennett i Owen Moore               |
| 1916                               | Fatty and Mabel Adrift                                    | Títol alternatiu: Concrete Biscuits Amb Roscoe Arbuckle i Al St. John                             |
| 1916                               | He Did and He Didn't                                      | Amb Roscoe Arbuckle i Al St. John                                                                 |
| MABEL NORMAND FEATURE FILM COMPANY |                                                           |                                                                                                   |
| 1918                               | Mickey                                                    | Amb George Nichols i Lew Cody                                                                     |
| GOLDWYN PRODUCTIONS                |                                                           |                                                                                                   |
| 1918                               | Joan of Plattsburg                                        | Amb Robert Elliott                                                                                |
| 1918                               | The Venus Model                                           | Amb Rod La Rocque                                                                                 |
| 1918                               | A Perfect 36                                              | Amb Rod La Rocque                                                                                 |
| 1918                               | The Floor Below                                           | Amb Tom Moore i Hellen Dahl                                                                       |
| 1918                               | Back to the Woods                                         | Amb Herbert Rawlinson                                                                             |
| 1919                               | The Pest                                                  | Amb John Bowers                                                                                   |
| 1919                               | Sis Hopkins                                               | Amb John Bowers                                                                                   |
| 1919                               | Jinx                                                      | Amb Florence Carpenter i Ogden Crane                                                              |
| 1919                               | When Doctors Disagree                                     | Amb Alec B. Francis                                                                               |
| 1920                               | What Happened to Rosa                                     | Amb Doris Pawn i Tully Marshall                                                                   |
| 1920                               | The Slim Princess                                         | Amb Hugh Thompson                                                                                 |
| 1920                               | Pinto                                                     | Amb Cullen Landis i Edward Jobson                                                                 |
| 1922                               | Head over Heels                                           | Amb Raymond Hatton i Adolphe Menjou                                                               |
| MACK SENNETT PRODUCTIONS           |                                                           |                                                                                                   |
| 1921                               | Molly O'                                                  | Amb George Nichols                                                                                |
| 1923                               | Suzanna                                                   | Amb George Nichols                                                                                |
| 1923                               | The Extra Girl                                            | Coescrita amb Mack Sennett Amb George Nichols                                                     |
| HAL ROACH                          |                                                           |                                                                                                   |
| 1926                               | Raggedy Rose                                              | Coescrita amb Stan Laurel Amb Carl Miller i Max Davidson                                          |
| 1926                               | The Nickel-Hopper                                         | Coescrita amb Stan Laurel Papers menors per a Boris Karloff i Oliver Hardy                        |
| 1927                               | Should Men Walk Home?                                     | Amb Eugene Pallette i Oliver Hardy                                                                |
| 1927                               | Anything Once!                                            | Amb James Finlayson i Max Davidson                                                                |
| 1927                               | One Hour Married                                          | Amb Creighton Hale i James Finlayson                                                              |